# Blastobasis indirecta
Blastobasis indirecta é uma espécie de mariposa do gênero Blastobasis pertencente à família Coleophoridae.